# Líderes dos Aliados na Segunda Guerra Mundial
Os Líderes Aliados da Segunda Guerra Mundial listados abaixo compreendem importantes figuras políticas e militares que lutaram ou apoiaram os Aliados durante a Segunda Guerra Mundial. Envolvidos numa guerra total, tiveram que se adaptar aos novos tipos de guerra moderna, nas frentes militar, psicológica e econômica.

## Albânia Livre
| Beligerante   | Líder | Líder       | Título(s)        | Mandato   | Notas |
| ------------- | ----- | ----------- | ---------------- | --------- | --- |
| Albânia Livre |       | Enver Hoxha | Secretário-geral | 1941–1985 | Foi o líder do Partido do Trabalho da Albânia, que liderou o Movimento de Libertação Nacional Albanês numa luta na Albânia sob controle da Itália e da Alemanha. |

## Reino da Bélgica
| Beligerante | Líder | Líder                          | Título(s)         | Mandato   | Notas |
| ----------- | ----- | ------------------------------ | ----------------- | --------- | --- |
| Bélgica     |       | Leopoldo III                   | Rei dos Belgas    | 1934–1951 | Reinou como Rei dos Belgas de 1934 a 1951. Antes da guerra, Leopoldo fez extensos preparativos contra tal invasão ao seu país. Após a rendição da Bélgica, Leopoldo ficou para enfrentar os invasores, enquanto todo o seu governo fugiu para a Grã-Bretanha, mas, embora rejeitasse a cooperação com os ocupantes alemães, também se recusou a resistir ativamente a muitas das suas políticas. Ele foi mantido em prisão domiciliar na Bélgica durante grande parte da guerra. Como a recusa em seguir as ordens do seu governo violava a Constituição, ele foi declarado "incapaz de governar" e a questão desencadeou uma crise política no pós-guerra. |
| Bélgica     |       | Hubert Pierlot                 | Primeiro-ministro | 1939–1945 | Foi primeiro-ministro da Bélgica de 1939 a 1945. Pierlot tornou-se o líder do governo durante a Guerra Falsa até a invasão alemã. Pierlot fugiu para a Grã-Bretanha, onde liderou o governo belga no exílio e presidiu a formação das forças belgas livres. Apesar da sua política conservadora, Pierlot denunciou a rendição de Leopoldo III e suspendeu oficialmente o seu reinado em 1940 invocando uma cláusula da Constituição Belga. O desacordo criou uma animosidade duradoura entre a facção realista na Bélgica e o governo exilado em Londres.                                                                                                   |
| Bélgica     |       | Victor van Strydonck de Burkel | Tenente-general   | –         | Foi um general do Exército Belga que comandou a 1ª Zona Militar durante a invasão da Bélgica. Após a rendição da Bélgica em 1940, tornou-se comandante das forças belgas na Grã-Bretanha e presidiu a formação das Forças Belgas Livres. Após a libertação da Bélgica, tornou-se Chefe da Missão Militar Belga no Quartel General Supremo das Forças Expedicionárias Aliadas. |

### Congo Belga
| Beligerante | Líder | Líder           | Título(s)                       | Mandato   | Notas |
| ----------- | ----- | --------------- | ------------------------------- | --------- | --- |
| Congo Belga |       | Pierre Ryckmans | Governador-geral do Congo Belga | 1934–1946 | Foi governador-geral da principal colônia africana da Bélgica, o Congo Belga, durante a guerra. Junto com o Ministro das Colônias, Albert de Vleeschauwer, Ryckmans trouxe o Congo para a guerra do lado Aliado, em meio a preocupações de que a colônia pudesse seguir o exemplo de Leopoldo III na Bélgica e tentar permanecer neutra. Durante o período de mandato de Ryckmans, tropas congolesas foram enviadas para apoiar as forças britânicas na África Oriental e o Congo deu uma contribuição econômica substancial ao esforço de guerra Aliado. |

## Estados Unidos do Brasil (1942–1945)
| Beligerante | Líder | Líder                       | Título(s)                                                | Mandato   | Notas |
| ----------- | ----- | --------------------------- | -------------------------------------------------------- | --------- | --- |
| Brasil      |       | Getúlio Vargas              | Presidente do Brasil                                     | 1930–1945 | Foi Presidente do Brasil por dois períodos, primeiro de 1930 a 1945. Entre 1937 e 1945 governou como ditador do regime do Estado Novo. Apesar dos fortes laços econômicos do Brasil com a Alemanha Nazista, Vargas ficou do lado dos Aliados após o afundamento de navios mercantes brasileiros por submarinos alemães e declarou guerra contra a Alemanha Nazista e a Itália Fascista em agosto de 1942. Vargas deu apoio econômico e militar (Força Expedicionária Brasileira) aos Aliados. |
| Brasil      |       | Mascarenhas de Morais       | Comandante da FEB                                        | –         | Mascarenhas comandou a Força Expedicionária Brasileira durante a Campanha da Itália. Chegou à Itália Fascista com as primeiras tropas brasileiras em 1944 e comandou as operações que levaram à até a rendição das forças do Eixo em 22 de abril de 1945. Após o fim da guerra, ele recebeu o posto de Marechal de Campo. |
| Brasil      |       | Olympio Falconière          | Comandante da FEB                                        | –         | Foi um marechal comandante do primeiro contingente de tropas brasileiras a chegar à Itália, a 6ª Equipe de Combate Regimental de Infantaria. |
| Brasil      |       | Cordeiro de Farias          | Comandante da Artilharia Divisonária da FEB              | –         | Foi um marechal que em 1943, deixou a interventoria gaúcha para integrar-se na Força Expedicionária Brasileira (FEB). Em setembro de 1944, viajou para a Itália, onde participou da Campanha como comandante das unidades da Artilharia Divisionária da FEB. |
| Brasil      |       | Eurico Gaspar Dutra         | Ministro da Guerra                                       | 1936–1945 | Durante a Segunda Guerra Mundial, esteve entre os líderes militares que eram contra o alinhamento do país com os aliados e um maior envolvimento do país no conflito. |
| Brasil      |       | Humberto Castelo Branco     | Tenente-coronel                                          | –         | Foi chefe da 3a Seção (Operações) da Força Expedicionária Brasileira (FEB) durante a Segunda Guerra Mundial, na Itália, permanecendo durante trezentos dias nos campos de batalha. Na FEB, planejou e implementou manobras militares nos combates na Itália, principalmente na Batalha de Monte Castello. Segundo o Marechal Cordeiro de Farias, Castello conquistou excepcional prestígio na FEB, por ser um grande estrategista e ter uma cabeça privilegiada. Com isso, acabou absorvendo funções que seriam do Chefe do Estado-Maior, Floriano de Lima Brayner. No entanto, era muito fechado e bastante sarcástico. |
| Brasil      |       | Nero Moura                  | Comandante do 1º Grupo de Aviação de Caça                | –         | Durante a Segunda Guerra Mundial foi comandante do 1º Grupo de Aviação de Caça, tendo realizado 62 missões de guerra entre 4 de novembro de 1944 e 1 de maio de 1945. |
| Brasil      |       | Aguinaldo Caiado de Castro  | Comandante do 1.º BI Mec (Es)                            | –         | Em setembro de 1944 integrou a Força Expedicionária Brasileira que combateu na Itália, comandando o 1º Batalhão de Infantaria Motorizado (Escola) mais conhecido como Regimento Sampaio na Batalha de Monte Castello. |
| Brasil      |       | Joaquim Pedro Salgado Filho | Ministro da Aeronáutica                                  | 1941–1945 | Ajudou à criar o 1º Grupo de Aviação de Caça, sendo um grupo muito importante para a ação brasileira durante a guerra. Foi um dos criadores do Correio Aéreo Nacional e da Escola de Aeronáutica, que resultou na separação da Força Aérea Brasileira do Exército. Desempenhou papel importante nas negociações entre os governos do Brasil e EUA que acabaram levando o Brasil a ceder pontos de seu litoral como bases militares dos Aliados. |
| Brasil      |       | Floriano de Lima Brayner    | Chefe de Estado-Maior da Força Expedicionária Brasileira | –         | Brayner chefiou o Estado-Maior da FEB a partir de janeiro de 1944, e foi portanto uma das mais altas autoridades entre os oficiais brasileiros integrantes da Força. Não obstante, em diversos momentos demonstrou graves desentendimentos em relação a como eram utilizados os combatentes brasileiros. |

## Império Britânico e Commonwealth
| Beligerante | Líder | Líder               | Título(s)                                                  | Mandato   | Notas |
| ----------- | ----- | ------------------- | ---------------------------------------------------------- | --------- | --- |
| Reino Unido |       | Jorge VI            | Monarca do Império Britânico                               | 1936–1952 | Foi o monarca reinante da Commonwealth durante a guerra e, portanto, atuou como comandante-em-chefe de vários estados dentro dessa organização, incluindo o Reino Unido, o Canadá e a Nova Zelândia. O rei foi, além disso, um símbolo da unidade nacional e da Commonwealth durante a guerra, ele e sua família visitaram locais de bombas, fábricas de munições e soldados da Commonwealth. Vários membros da Família Real, incluindo a Princesa Elizabeth (mais tarde Rainha Elizabeth II), serviram nas forças armadas. |
| Reino Unido |       | Neville Chamberlain | Primeiro-ministro                                          | 1937–1940 | Foi primeiro-ministro durante as primeiras fases da guerra, anteriormente havia liderado uma política de apaziguamento em relação à Alemanha Nazista, assumindo o cargo em 1937 e renunciando em 10 de maio de 1940, após a fracassada campanha norueguesa. Chamberlain, que permaneceu como líder do Partido Conservador, tornou-se então Lorde Presidente do Conselho. Ele morreu de câncer em 9 de novembro de 1940, meio ano após renunciar. |
| Reino Unido |       | Winston Churchill   | Primeiro-ministro                                          | 1940–1945 | Foi primeiro-ministro do Reino Unido durante a maior parte da guerra, de 1940 a 1945. Um dos primeiros oponentes de Hitler, ele se opôs ao apaziguamento da Alemanha. Ele era o Primeiro Lorde do Almirantado no início da guerra e depois assumiu o poder no início da invasão nazista da França. Durante a Batalha da Grã-Bretanha, os discursos de Churchill aumentaram o moral britânico durante os momentos mais sombrios. |
| Reino Unido |       | Clement Attlee      | Primeiro-ministro                                          | 1945–1951 | Foi o líder do Partido Trabalhista durante a guerra e foi geralmente responsável pela política interna durante a guerra como membro do Gabinete de Guerra de Churchill. Ele serviu como vice-primeiro-ministro no governo de Churchill. Após o fim da guerra na Europa, foi nomeado primeiro-ministro do Reino Unido após a vitória do seu partido nas eleições gerais de 1945 e serviu de 1945 a 1951. Ele participou da segunda metade da Conferência de Potsdam e anunciou a derrota do Japão. |
| Reino Unido |       | Dudley Pound        | Chefe da Marina Real Britânica                             | 1939–1943 | Foi o Primeiro Lorde do Mar e, como tal, chefe profissional da Marinha Real de junho de 1939 a setembro de 1943, pouco antes de sua morte. Ele presidiu o Comitê de Chefes de Estado-Maior, responsável perante Winston Churchill pela condução da guerra pelos militares britânicos, até março de 1942. |
| Reino Unido |       | Andrew Cunningham   | Chefe da Marina Real Britânica                             | –         | Sucedeu Dudley Pound como Primeiro Lorde do Mar e membro naval do Comitê de Chefes do Estado-Maior Britânico em 1943. Ele permaneceu no posto pelo resto da guerra. |
| Reino Unido |       | Alan Brooke         | Chefe do Estado-Maior General                              | –         | Foi Chefe do Estado-Maior Imperial (Chefe do Exército Britânico) desde dezembro de 1941 e, a partir de março de 1942, também presidiu o Comitê de Chefes do Estado-Maior Britânico. Ele ocupou os cargos até o fim da guerra e foi, como tal, o principal conselheiro militar de Churchill. Ele foi promovido a Marechal de Campo em janeiro de 1944. |
| Reino Unido |       | Charles Portal      | Chefe do Estado-Maior da Aeronáutica                       | –         | Sucedeu Cyril Newall em outubro de 1940 como Chefe do Estado-Maior da Aeronáutica, chefe da Força Aérea Real e membro do Comitê de Chefes do Estado-Maior Britânico. Ele continuou nesta função pelo resto da guerra. Ele foi promovido a Marechal da Força Aérea Real em junho de 1944. |
| Reino Unido |       | Harold Alexander    | Marechal de Campo do Exército Britânico                    | –         | No final da guerra, era marechal de campo e comandante-chefe do AFHQ responsável pela direção das tropas aliadas no teatro mediterrâneo. Anteriormente, ele comandou o 15º Grupo de Exércitos que conduziu a invasão aliada da Sicília e a campanha italiana. Antes disso, ele comandou o 18º Grupo de Exércitos que dirigiu as forças Aliadas durante o culminar da Campanha da Tunísia, levando à rendição das forças do Eixo no Norte de África. Antes disso, foi Comandante-em-Chefe do Comando Britânico do Oriente Médio, supervisionando a campanha bem-sucedida do Oitavo Exército de Montgomery para derrotar as forças do Eixo na Campanha do Deserto Ocidental.                                         |
| Reino Unido |       | Bernard Montgomery  | Marechal-Chefe da Aeronáutica                              | –         | Foi um General (mais tarde Marechal de Campo) que liderou as forças Aliadas no Norte da África. Sob o seu comando, os Aliados conseguiram derrotar o Afrika Korps e os seus aliados italianos. Mais tarde, ele comandou o 21º Grupo de Exércitos e todas as forças terrestres aliadas durante a Operação Overlord. Ele também foi a mente principal por trás da fracassada Operação Market Garden. Ele aceitou a rendição das forças alemãs em 4 de maio de 1945. |
| Reino Unido |       | Hugh Dowding        | Marechal-Chefe da Aeronáutica                              | –         | Foi um Marechal da Força Aérea que comandou o Comando de Caças da RAF durante a Batalha da Grã-Bretanha. Ele acabou com o sacrifício de aeronaves e pilotos na tentativa de ajudar as tropas durante a Batalha da França, que estava enfraquecendo a defesa interna. Ele desenvolveu o "Sistema Dowding" - um sistema integrado de defesa aérea de radar, planejamento de ataques e controle de rádio de aeronaves. Ele introduziu em serviço aeronaves modernas, como o Supermarine Spitfire e o Hawker Hurricane. Durante a batalha, ele liderou recursos nos bastidores e manteve uma reserva significativa de caças, enquanto deixava as mãos de seus comandantes subordinados livres para conduzir a batalha. |
| Reino Unido |       | Keith Park          | Marechal-Chefe da Aeronáutica                              | –         | Foi um Marechal-Chefe do Ar que comandou o 11 Grupo RAF, a formação de caças encarregada da defesa de Londres durante a Batalha da Grã-Bretanha. Mais tarde foi responsável pela defesa de Malta. |
| Reino Unido |       | Arthur Harris       | Marechal-Chefe da Aeronáutica Marechal da Força Aérea Real | –         | Era um Marechal-Chefe do Ar comumente conhecido como "Bomber" Harris pela imprensa. Ele foi oficial da Força Aérea Comandante-em-Chefe do Comando de Bombardeiros da RAF e mais tarde Marechal da Força Aérea Real durante a segunda metade da Segunda Guerra Mundial. |
| Reino Unido |       | Louis Mountbatten   | Conde Mountbatten da Birmânia Almirante da Frota           | –         | Almirante da Frota, foi Comandante Supremo das Forças Aliadas no Sudeste Asiático, 1943–1945. |

### Austrália
| Beligerante | Líder | Líder          | Título(s)         | Mandato   | Notas |
| ----------- | ----- | -------------- | ----------------- | --------- | --- |
| Austrália   |       | Robert Menzies | Primeiro-ministro | 1939–1941 | Foi o primeiro-ministro da Austrália de 26 de abril de 1939 a 29 de agosto de 1941. Ele serviu um segundo mandato como primeiro-ministro entre 1949 e 1966. |
| Austrália   |       | Arthur Fadden  | Primeiro-ministro | 1941      | Substituiu Menzies como primeiro-ministro, mas foi forçado a deixar o cargo quando seu governo entrou em colapso em 7 de outubro de 1941. Ele já havia atuado como primeiro-ministro interino por longos períodos enquanto Menzies estava fora do país. |
| Austrália   |       | John Curtin    | Primeiro-ministro | 1941–1945 | Foi primeiro-ministro de 7 de outubro de 1941 até sua morte em 5 de julho de 1945. Em janeiro de 1942, enfrentando ataques japoneses, ele escreveu em uma mensagem histórica de Ano Novo que a Austrália confiava na segurança dos EUA, e não no Reino Unido. Curtin também formou uma estreita relação de trabalho com o General MacArthur e instruiu os militares australianos a seguirem as ordens de MacArthur como se fossem suas. Curtin teve vários desentendimentos sobre a política de defesa com o primeiro-ministro britânico Winston Churchill. |
| Austrália   |       | Frank Forde    | Primeiro-ministro | 1945      | Foi nomeado primeiro-ministro após a morte de Curtin, mas perdeu o cargo em 12 de julho devido a um desafio de liderança. Ele serviu como primeiro-ministro interino durante os períodos em que Curtin estava fora do país ou doente durante 1944 e 1945. |
| Austrália   |       | Ben Chifley    | Primeiro-ministro | 1945–1949 | Substituiu Forde e serviu como primeiro-ministro até 1949. |
| Austrália   |       | Thomas Blamey  | Marechal de campo | –         | Foi o Comandante-em-Chefe das Forças Militares Australianas e Comandante das Forças Terrestres Aliadas na Área Sudoeste do Pacífico durante a guerra. Comandante das forças terrestres aliadas no Sudoeste do Pacífico, 1942–45. Ele se tornou o primeiro e único Marechal de Campo da Austrália após a guerra. Em 1945 ele assinou o documento de rendição japonês em nome da Austrália. |

### Canadá
| Beligerante | Líder | Líder                       | Título(s)                        | Mandato   | Notas |
| ----------- | ----- | --------------------------- | -------------------------------- | --------- | --- |
| Canadá      |       | William Lyon Mackenzie King | Primeiro-ministro                | 1921–1948 | Foi o primeiro-ministro do Canadá durante a guerra. Depois de ajudar a garantir autonomia legislativa quase total para os Domínios, o Canadá ficou livre para entrar na guerra por sua própria vontade. Apesar de inicialmente favorecer o apaziguamento de Adolf Hitler, King pediu a opinião do parlamento canadense antes de aconselhar Jorge VI, como Rei do Canadá, a declarar guerra à Alemanha após a Invasão da Polônia. |
| Canadá      |       | Harry Crerar                | General                          | –         | Foi general e comandante de fato das forças armadas canadenses durante a guerra. Crerar liderou os militares canadenses durante a Invasão da Normandia. Ele foi descrito como um administrador competente e politicamente astuto. |
| Canadá      |       | Guy Simonds                 | Tenente-general                  | –         | Foi um oficial do exército que comandou o II Corpo Canadense. Serviu como comandante interino do Primeiro Exército Canadense, liderando as forças aliadas à vitória na Batalha do Escalda. Após a guerra, foi nomeado Chefe do Estado-Maior General. Ele foi o oficial mais jovem do exército canadense a ser promovido ao posto de General.                                                                                     |
| Canadá      |       | Andrew McNaughton           | Comandante do Exército Canadense | –         | Foi o comandante original das Forças Expedicionárias Canadenses no início da guerra, mas foi chamado de volta ao Canadá para servir como Ministro da Defesa Nacional. Muitas vezes foi-lhe atribuída a responsabilidade pelo ataque a Dieppe e foi um dos inventores do radar. |

### Nova Zelândia
| Beligerante   | Líder | Líder                 | Título(s)         | Mandato   | Notas |
| ------------- | ----- | --------------------- | ----------------- | --------- | --- |
| Nova Zelândia |       | Michael Joseph Savage | Primeiro-ministro | 1935–1940 | Foi primeiro-ministro da Nova Zelândia de 6 de dezembro de 1935 até sua morte em 27 de março de 1940. Seu governo juntou-se à Grã-Bretanha na declaração de guerra contra a Alemanha em 1939. |
| Nova Zelândia |       | Peter Fraser          | Primeiro-ministro | 1940–1949 | Tornou-se primeiro-ministro após a morte de Michael Savage. Ele liderou o país durante a Segunda Guerra Mundial, quando mobilizou suprimentos e voluntários da Nova Zelândia para apoiar a Grã-Bretanha, ao mesmo tempo que impulsionava a economia e mantinha o moral interno. Ele formou um gabinete de guerra que incluía vários antigos oponentes políticos. |
| Nova Zelândia |       | Bernard Freyberg      | Tenente-general   | –         | Foi um Tenente-general, veterano da Primeira Guerra Mundial onde ganhou a Cruz Vitôria e três Distinguished Service Orders, liderou a Força Expedicionária da Nova Zelândia na Batalha de Creta, a Campanha do Norte da África e a Campanha Italiana Campanha.                                                                                                   |

### Raj Britânico
| Beligerante   | Líder | Líder                    | Título(s)                               | Mandato   | Notas |
| ------------- | ----- | ------------------------ | --------------------------------------- | --------- | --- |
| Raj Britânico |       | Victor Hope              | Marquês de Linlithgow Vice-Rei da Índia | 1936–1943 | Foi vice-rei da Índia de 1936 a 1943. Durante a guerra fez um apelo à unidade entre o povo da Índia. |
| Raj Britânico |       | Muhammad Ali Jinnah      | –                                       | –         | Mais tarde Fundador do Paquistão, foi um importante líder político muçulmano da Liga Muçulmana de Toda a Índia. Quando estourou a Segunda Guerra Mundial, pediu a todos os indianos que se juntassem ao exército britânico contra a Alemanha Nazista. |
| Raj Britânico |       | Archibald Wavell         | Vice-Rei e Governador-Geral da Índia    | 1943–1947 | No início da guerra estava encarregado do Comando do Oriente Médio. As forças italianas no Norte de África superavam em muito os Aliados. Wavell, porém, foi capaz não apenas de repelir os ataques italianos, mas também de derrotá-los e ocupar suas colônias. Wavell foi substituído por Claude Auchinleck em 1941 e tornou-se Comandante-em-Chefe da Índia. Durante o início de 1942, ele liderou o Comando Americano-Britânico-Holandês-Australiano de curta duração no Sudeste Asiático e no Pacífico, antes de retomar sua posição anterior, como chefe do Comando da Índia (mais tarde Comando do Sudeste Asiático). Em 1943, Wavell sucedeu Linlithgow como vice-rei da Índia. |
| Raj Britânico |       | Claude Auchinleck        | Comandante-em-Chefe                     | –         | Apelidado de "The Auk", foi nomeado comandante-em-chefe da Índia em janeiro de 1941, após comandar as forças aliadas durante a queda da Noruega. Ele havia anteriormente, em 1938, quando era major-general, presidido um comitê cujas recomendações formaram a base do Relatório Chatfield de 1939 sobre a modernização, reequipamento e expansão do Exército Indiano Britânico (que no final da guerra tinha cresceu para 2.250.000 homens, de 183.000 em 1939). Em 1941, ele substituiu Archibald Wavell como Comandante-em-Chefe do Comando do Oriente Médio, mas retornou como C-em-C da Índia em 1943, quando Wavell se tornou vice-rei.                                          |
| Raj Britânico |       | Vinayak Damodar Savarkar | –                                       | –         | Líder do Hindu Mahasabha, recrutou pessoas para ajudar os britânicos na Segunda Guerra Mundial. |

### União Sul-Africana
| Beligerante        | Líder | Líder     | Título(s)         | Mandato   | Notas |
| ------------------ | ----- | --------- | ----------------- | --------- | --- |
| União Sul-Africana |       | Jan Smuts | Primeiro-ministro | 1939–1948 | Foi o primeiro-ministro da União Sul-Africana de 1939 a 1948. Ele serviu no Gabinete de Guerra Imperial na Primeira Guerra Mundial e o fez novamente como o sul-africano mais graduado a favor da guerra e tornou-se o primeiro marechal de campo da África do Sul em 1941. Após a guerra, representou a África do Sul na elaboração da Carta das Nações Unidas. |

### Domínio de Terra Nova
| Beligerante | Líder | Líder           | Título(s)                | Mandato   | Notas |
| ----------- | ----- | --------------- | ------------------------ | --------- | --- |
| Terra Nova  |       | Humphrey Walwyn | Governador de Terra Nova | 1936–1946 | Foi governador da Terra Nova e presidente da Comissão de Governo de 1936 a 1946. Ex-almirante da Marinha Real, durante a Segunda Guerra Mundial ele atuou ativamente no incentivo aos habitantes da Terra Nova a se juntarem ao esforço de guerra. |

### Mandato Britânico da Palestina
| Beligerante | Líder | Líder                 | Título(s)         | Mandato   | Notas |
| ----------- | ----- | --------------------- | ----------------- | --------- | --- |
| Palestina   |       | Harold MacMichael     | Alto Comissário   | 1938–1944 | Foi um administrador colonial britânico nomeado Alto Comissário do Mandato Britânico da Palestina de 1937 a 1944. Durante esta época, ele tentou suprimir os nacionalistas sionistas e árabes, mas teve que mudar esta política durante a guerra.         |
| Palestina   |       | Henry Maitland Wilson | Marechal de Campo | –         | Foi Marechal de Campo e comandante do Nono Exército no Mandato Britânico da Palestina. Durante a Campanha da Síria-Líbano ele liderou as Forças Aliadas na Síria e no Líbano contra a França de Vichy. Por suas ações, ele foi promovido a General Pleno. |

## República da China
| Beligerante | Líder | Líder           | Título(s)                  | Mandato   | Notas |
| ----------- | ----- | --------------- | -------------------------- | --------- | --- |
| China       |       | Lin Sen         | Presidente do Governo      | 1931–1943 | Como Chairman (ou Presidente) do Governo Nacional, era o chefe de estado titular da China, mas não tinha poder real. Lin morreu em 1943, após Chiang Kai-Shek assumiu o papel. |
| China       |       | Chiang Kai-shek | Presidente do Governo      | 1943–1948 | Era o Generalíssimo do Exército Nacional Revolucionário e o presidente do Conselho Militar Nacional, o mais alto órgão político da nação na época. Foi também Diretor-Geral do Partido Nacionalista Chinês (Kuomintang) e, a partir de 1943, Presidente do Governo Nacional. Ele levou a nação para uma guerra em grande escala com o Japão após o Incidente da Ponte Marco Polo em 7 de julho de 1937. Depois que a China se juntou aos Aliados em 1942, ele foi o Comandante Supremo do Teatro da China, que também incluía a Birmânia.                                              |
| China       |       | Soong Mei-ling  | Primeira-dama              | 1943–1948 | Foi primeira-dama da República da China e esposa do Generalíssimo Chiang Kai-shek. Durante a Segunda Guerra Sino-Japonesa, ela reuniu seu povo contra a invasão japonesa. Educada nos Estados Unidos e falando um inglês eloquente, desempenhou um papel fundamental na formação da cooperação sino-americana e realizou uma viagem de palestras nos Estados Unidos para obter apoio internacional. |
| China       |       | He Yingqin      | Chefe do Estado-Maior      | –         | Era o Chefe do Estado-Maior General do Conselho Militar Nacional. Ele também foi o Comandante da Quarta Região Militar e liderou a vitoriosa Batalha do Oeste de Hunan em 1945. Ele se tornou o representante do governo chinês e das Forças Aliadas do Sudeste Asiático na cerimônia de 9 de setembro em Nanjing para aceitar a declaração de rendição do Japão em 1945. |
| China       |       | Mao Tsé-Tung    | Líder do Partido Comunista | 1943–1976 | Foi o presidente do Partido Comunista Chinês que formou a “Frente Unida ” com o Governo Nacionalista contra a agressão japonesa. O Exército Vermelho foi reorganizado no Novo Quarto Exército e no Exército da Oitava Rota, que foram colocados sob o comando nominal do Exército Nacional Revolucionário, apesar do Partido Comunista permanecer no controle total dos exércitos. A cooperação entre os nacionalistas e os comunistas começou a ruir em 1939, quando as duas forças entraram em confronto e terminaram efetivamente após o Novo Incidente do Quarto Exército em 1941. |
| China       |       | Zhu De          | Comandante-chefe           | –         | Era comandante-chefe do Exército da Oitava Rota e um dos principais líderes militares do Partido Comunista Chinês. |

## República de Cuba (1941–1945)
| Beligerante | Líder | Líder                        | Título(s)          | Mandato   | Notas |
| ----------- | ----- | ---------------------------- | ------------------ | --------- | --- |
| Cuba        |       | Fulgencio Batista y Zaldívar | Presidente de Cuba | 1940–1944 | Foi eleito presidente de Cuba em 1940 e governou efetivamente o país desde a Revolta dos Sargentos de 1933 como chefe do Estado-Maior do Exército. Cuba declarou guerra à Alemanha e à Itália em 11 de dezembro de 1941. Batista comprometeu a marinha de Cuba para lutar na Batalha do Caribe. |
| Cuba        |       | Ramón Grau San Martín        | Presidente de Cuba | 1944–1948 | Foi eleito presidente no final do mandato de Batista em 1944. |

## República Tchecoslovaca Livre
| Beligerante     | Líder | Líder          | Título(s)                                                           | Mandato   | Notas                                                                                   |
| --------------- | ----- | -------------- | ------------------------------------------------------------------- | --------- | --------------------------------------------------------------------------------------- |
| Tchecoslováquia |       | Edvard Beneš   | Presidente da Tchecoslováquia                                       | 1935–1948 | Foi presidente da Tchecoslováquia e mais tarde chefe do Governo checoslovaco no exílio. |
| Tchecoslováquia |       | Ludvík Svoboda | Líder do 1º Corpo do Exército da Tchecoslováquia na União Soviética | –         | Liderou unidades militares da Tchecoslováquia na frente oriental contra a Alemanha.     |
| Tchecoslováquia |       | Alois Liška    | Líder da 1ª Brigada Blindada Independente da Checoslováquia         | –         | Liderou unidades militares da Tchecoslováquia na frente ocidental em 1944-1945.         |
| Tchecoslováquia |       | Karel Janoušek | Líder da Força Aérea Checoslovaca                                   | –         | Liderou a força aérea da Checoslováquia na Grã-Bretanha.                                |

## Reino da Dinamarca (1940–1945)
| Beligerante | Líder | Líder              | Título(s)         | Mandato   | Notas |
| ----------- | ----- | ------------------ | ----------------- | --------- | --- |
| Dinamarca   |       | Cristiano X        | Rei da Dinamarca  | 1912–1947 | Rei da Dinamarca de 1912–1947. |
| Dinamarca   |       | Thorvald Stauning  | Primeiro-ministro | 1924–1942 | Primeiro-ministro da Dinamarca de 1929 até sua morte em 1942. |
| Dinamarca   |       | Vilhelm Buhl       | Primeiro-ministro | 1942      | Primeiro-ministro da Dinamarca em 1942. Adolf Hitler ordenou pessoalmente que ele fosse removido em 1942.                                                              |
| Dinamarca   |       | Erik Scavenius     | Primeiro-ministro | 1942–1943 | Primeiro-ministro da Dinamarca de 1942–1943. Dissolveu o governo dinamarquês em 1943, e o governo foi então substituído pelo regime militar alemão total na Dinamarca. |
| Dinamarca   |       | William Wain Prior | Comandante-chefe  | –         | Comandante-chefe anterior do exército dinamarquês antes de 1941. |
| Dinamarca   |       | Ebbe Gørtz         | Comandante-chefe  | –         | Comandante-em-chefe do Exército Dinamarquês depois de 1941. |

## Reino do Egito
| Beligerante    | Líder | Líder             | Título(s)         | Mandato   | Notas                                                                                |
| -------------- | ----- | ----------------- | ----------------- | --------- | ------------------------------------------------------------------------------------ |
| Reino do Egito |       | Faruque I         | Rei do Egito      | 1936–1952 | Era o Rei do Egito.                                                                  |
| Reino do Egito |       | Ahmad Maher Pasha | Primeiro-ministro | 1944–1945 | Foi o primeiro-ministro do Egito de 10 de outubro de 1944 a 24 de fevereiro de 1945. |

## Império Etíope
| Beligerante | Líder | Líder                | Título(s)            | Mandato   | Notas                                                                                   |
| ----------- | ----- | -------------------- | -------------------- | --------- | --------------------------------------------------------------------------------------- |
| Etiópia     |       | Haile Selassie       | Imperador da Etiópia | 1930–1974 | Foi o imperador da Etiópia de 1930 a 1974. Antes da guerra, a Itália invadiu a Etiópia. |
| Etiópia     |       | Makonnen Endelkachew | Primeiro-ministro    | 1943–1957 | foi primeiro-ministro da Etiópia de 1943 a 1957.                                        |

## República Francesa
| Beligerante | Líder | Líder            | Título(s)                         | Mandato   | Notas |
| ----------- | ----- | ---------------- | --------------------------------- | --------- | --- |
| França      |       | Albert Lebrun    | Presidente da França              | 1932–1940 | Foi o último Presidente da Terceira República. Em 1940, foi forçado a aceitar os termos alemães de rendição da França e foi substituído por Philippe Pétain como chefe do estado francês (ver França de Vichy). Em 1944, Lebrun reconheceu a liderança de De Gaulle no governo provisório francês restaurado. Em 1945, como não havia renunciado ao cargo presidencial e porque Pétain não era presidente, Lebrun pensou que poderia retornar ao poder após a libertação. |
| França      |       | Édouard Daladier | Primeiro-Ministro                 | 1938–1940 | Foi primeiro-ministro de 1938 a 1940. Ele liderou seu país durante os estágios iniciais da guerra. Daladier renunciou em 9 de maio de 1940, um dia antes da invasão alemã da França, por não ter ajudado a defesa da Finlândia na Guerra de Inverno. |
| França      |       | Paul Reynaud     | Primeiro-Ministro                 | 1940      | Sucedeu Daladier como primeiro-ministro em 1940 e liderou a França durante a Batalha da França. Depois que a Alemanha ocupou grande parte da França, Reynaud foi aconselhado por seu recém-nomeado Ministro de Estado, Philippe Pétain, a chegar à paz separada com a Alemanha. Reynaud recusou-se a fazê-lo e renunciou. |
| França      |       | Philippe Pétain  | Primeiro-Ministro                 | 1940      | Foi primeiro-ministro em 1940, porém posteriormente acabou se tornando um colaboracionista e líder do estado-fantoche alemão Estado Francês (França de Vichy). |
| França      |       | Maurice Gamelin  | Chefe do Estado-Maior do Exército | 1931–1940 | Comandou os militares franceses durante os dias críticos de maio de 1940, antes de ser destituído de seu cargo após não ter conseguido defender a França dos alemães. |

### Forças Francesas Livres (Governo Provisório da República Francesa)
| Beligerante | Líder | Líder                            | Título(s)                                            | Mandato   | Notas |
| ----------- | ----- | -------------------------------- | ---------------------------------------------------- | --------- | --- |
| França      |       | Charles de Gaulle                | General de brigada Líder das Forças Francesas Livres | 1940–1944 | Foi o líder dos Franceses Livres e, como tal, chefe do governo francês no exílio após a Queda da França. Um oponente veemente da colaboração, ele acabou assumindo o comando nominal da resistência francesa e chefiou o Exército de Libertação Francês desde a sua fundação até o fim da guerra.                                                                                         |
| França      |       | Henri Giraud                     | Chefe do Estado-Maior do Exército                    | 1943–1944 | Era o rival de De Gaulle e o favorito dos Aliados Ocidentais. Ele escapou da Alemanha, onde era prisioneiro de guerra e co-fundou o movimento França Livre com de Gaulle, embora logo se viu relegado ao segundo comando das Forças Francesas Livres após a Conferência de Casablanca de 1943. Ele foi o chefe do Estado-Maior do Exército de Libertação Francês de 1943 a julho de 1944. |
| França      |       | Philippe Leclerc de Hauteclocque | General de exército                                  | –         | Foi um líder das forças da França Livre e comandou forças tanto na África quanto na França. Após o fim da guerra, ele comandou o Corpo Expedicionário Francês do Extremo Oriente na Primeira Guerra da Indochina. Ele assinou o armistício com o Japão em nome da França em 2 de setembro de 1945.                                                                                        |
| França      |       | Alphonse Juin                    | Chefe do Estado-Maior do Exército                    | –         | Tornou-se chefe do Estado-Maior do Exército Francês em julho de 1944, após ser comandante do Corpo Expedicionário Francês (130.000 homens) na Itália |
| França      |       | Marie-Pierre Kœnig               | Comandante-chefe                                     | –         | Tornou-se comandante-chefe das Forças Francesas do Interior, o que efetivamente ajudou os Aliados na invasão da França. |
| França      |       | Jean de Lattre de Tassigny       | Comandante                                           | –         | Foi o comandante do Primeiro Exército Francês que invadiu o sul da França com 260.000 homens. Seu exército contava com mais de 320 mil homens quando ele entrou na Alemanha com a integração da FFI. |
| França      |       | André Lemonnier                  | Almirante                                            | –         | Foi um almirante francês que serviu como chefe do Estado-Maior da Marinha Francesa em 1943 e liderou a participação da Marinha Francesa na Operação Dragão (34 navios de guerra, incluindo um navio de guerra e oito cruzadores). |

### Chade Francês
| Beligerante | Líder | Líder       | Título(s)        | Mandato   | Notas |
| ----------- | ----- | ----------- | ---------------- | --------- | --- |
| Chade       |       | Félix Éboué | Governador-Geral | 1940–1944 | Foi o governador do Chade Francês no início da guerra, foi fundamental na construção de apoio à França Livre na África Equatorial Francesa; ele serviu como governador-geral interino da África Equatorial Francesa até 1944. |

## Reino da Grécia (1940-1945)
| Beligerante | Líder | Líder               | Título(s)           | Mandato   | Notas |
| ----------- | ----- | ------------------- | ------------------- | --------- | --- |
| Grécia      |       | Jorge II            | Rei dos Helenos     | 1935–1947 | Foi Rei da Grécia de 1922 a 1924 e de 1935 até sua morte em 1947. O rei George era pró-britânico e esta postura influenciou muito a política do país. Quando a Alemanha invadiu a Grécia, o rei e o governo fugiram do continente grego para Creta mas após a Batalha de Creta ele foi evacuado para o Egito e foi para a Grã-Bretanha. Durante a guerra, ele continuou a ser o chefe de estado reconhecido internacionalmente, apoiado pelo governo exilado e pelas forças armadas gregas que serviam no Médio Oriente. |
| Grécia      |       | Ioánnis Metaxás     | Primeiro-ministro   | 1936–1941 | foi um ditador e primeiro-ministro da Grécia de 1936 até sua morte em 1941. Apesar das suas tendências quase fascistas e dos fortes laços económicos com a Alemanha Nazista, ele seguiu uma política de neutralidade pró-britânica. Em 28 de outubro de 1940, ele rejeitou um ultimato italiano e ordenou ao exército grego que repelisse a invasão italiana do país. |
| Grécia      |       | Emmanuíl Tsuderós   | Primeiro-ministro   | 1941–1944 | Foi o último primeiro-ministro da Grécia durante a invasão alemã. Ele também foi o primeiro e mais longínquo primeiro-ministro do governo grego no exílio, que representou as Forças Gregas Livres, também ligadas à Resistência Grega, durante a ocupação da Grécia pelo Eixo. |
| Grécia      |       | Geórgios Papandréu  | Primeiro-ministro   | 1944–1945 | Foi o último primeiro-ministro do governo grego no exílio. Também serviu como primeiro-ministro da Grécia, após a sua libertação das potências do Eixo, durante o restabelecimento do governo livre exilado. |
| Grécia      |       | Aléxandros Papagós  | Estratarca          | –         | Foi um general grego que liderou o Exército Grego na Guerra Greco-Italiana e na Batalha da Grécia. Como chefe do Exército desde 1935, desempenhou um papel ativo nas tentativas de sua reorganização e modernização. Quando a guerra foi declarada, ele foi nomeado comandante-em-chefe e liderou as forças gregas contra a Itália ao longo da fronteira com a Albânia e mais tarde contra o exército invasor alemão. Quando o governo grego fugiu para Creta, Papagos permaneceu para trás e com outros generais. Durante os anos de ocupação criou uma organização de resistência, mas foi preso pelas autoridades de ocupação e enviado para campos de concentração na Alemanha. Em 1945, após a Vitória Aliada, foi libertado, repatriado e voltou ao Exército. |
| Grécia      |       | Damasceno de Atenas | Arcebispo de Atenas | 1944–1946 | Serviu como Regente da Grécia entre o fim da ocupação alemã em 1944 e o retorno do Rei Jorge II à Grécia em 1946. |

## Estado Imperial do Irã (após a invasão anglo-soviética)
| Beligerante | Líder | Líder                 | Título(s)         | Mandato         | Notas |
| ----------- | ----- | --------------------- | ----------------- | --------------- | --- |
| Irã         |       | Mohammad Reza Pahlavi | Xá do Irã         | 1941–1979       | Foi o Xá do Irã que chegou ao poder após a abdicação de seu pai, Reza Pahlavi. Reza Shah foi forçado a abdicar do poder para seu filho após a invasão anglo-soviética do Irã. |
| Irã         |       | Mohammad-Ali Foroughi | Primeiro-ministro | 1941–1942       | Foi o primeiro-ministro do Irã durante a abdicação de Reza Shah. Ele permaneceu no cargo e ajudou o novo Xá. Ele se aposentou da política em 9 de março de 1942. |
| Irã         |       | Ahmad Qavam           | Primeiro-ministro | 1942–1943       | Foi o primeiro-ministro do Irã de 9 de agosto de 1942 a 15 de fevereiro de 1943. Ele resolveu a rebelião de inspiração soviética na província ocupada do Azerbaijão. Ele ordenou que a delegação iraniana na ONU negociasse questões pendentes no Conselho de Segurança diretamente com a delegação soviética. Ele então voou para Moscou para discutir pessoalmente as questões com Stalin. |
| Irã         |       | Ali Soheili           | Primeiro-ministro | 1942; 1943–1944 | Foi Ministro das Relações Exteriores do Irã e depois primeiro-ministro do Irã de 9 de março a 9 de agosto de 1942 e novamente de 15 de fevereiro de 1943 até sua renúncia em 6 de abril de 1944. |
| Irã         |       | Haj Ali Razmara       | Tenente-general   | –               | Foi comandante-chefe do Exército Imperial do Irã. |

## Governo Provisório da República da Coreia
| Beligerante | Líder | Líder           | Título(s)             | Mandato   | Notas                                                                         |
| ----------- | ----- | --------------- | --------------------- | --------- | ----------------------------------------------------------------------------- |
| Coreia      |       | Kim Gu          | Presidente da Coreia  | 1940–1947 | Foi o Presidente do Governo Provisório da República da Coreia de 1940 a 1947. |
| Coreia      |       | Ryu Dong-yeol   | Chefe do Estado-Maior | –         | Era o Chefe do Estado-Maior do Exército de Libertação da Coreia.              |
| Coreia      |       | Ji Cheong-cheon | Comandante Supremo    | –         | Foi o Comandante Supremo do Exército de Libertação da Coreia.                 |

## República da Libéria
| Beligerante | Líder | Líder          | Título(s)             | Mandato   | Notas                                     |
| ----------- | ----- | -------------- | --------------------- | --------- | ----------------------------------------- |
| Libéria     |       | Edwin Barclay  | Presidente da Libéria | 1930–1944 | Foi presidente da Libéria de 1930 a 1944. |
| Libéria     |       | William Tubman | Presidente da Libéria | 1944–1971 | Foi presidente da Libéria de 1944 a 1971. |

## Grão-Ducado do Luxemburgo
| Beligerante | Líder | Líder               | Título(s)                 | Mandato   | Notas |
| ----------- | ----- | ------------------- | ------------------------- | --------- | --- |
| Luxemburgo  |       | Carlota             | Grã-Duquesa de Luxemburgo | 1919–1964 | Foi a Grã-Duquesa do Luxemburgo. |
| Luxemburgo  |       | Pierre Dupong       | Primeiro-ministro         | 1937–1953 | Foi primeiro-ministro de Luxemburgo e mais tarde liderou o governo no exílio após a ocupação do país. |
| Luxemburgo  |       | Émile Speller       | Major-Comandante          | –         | Foi Major-Comandante do Corps des Gendarmes et Volontaires durante a invasão alemã do Luxemburgo. Ele foi brevemente mantido prisioneiro. |
| Luxemburgo  |       | Guillaume Konsbruck | aide-de-camp              | –         | Foi um capitão que fugiu do Luxemburgo após a invasão e serviu como Ajudante de ordens da grã-duquesa Carlota durante o seu exílio. Foi promovido a major e regressou ao Luxemburgo em 1944 e ajudou a estabelecer um novo exército para o país. |

## Estados Unidos Mexicanos (1942–1945)
| Beligerante | Líder | Líder                      | Título(s)            | Mandato   | Notas |
| ----------- | ----- | -------------------------- | -------------------- | --------- | --- |
| México      |       | Manuel Ávila Camacho       | Presidente do México | 1940–1946 | Foi General de Brigada e Presidente do México de 1940 a 1946. Ávila declarou guerra contra as potências do Eixo em 1942, depois que dois navios do México foram destruídos por submarinos alemães. Ávila Camacho cooperou no esforço de guerra, fornecendo aos Estados Unidos 15 mil soldados e 300 mil trabalhadores no âmbito do Programa Bracero. |
| México      |       | Antonio Cárdenas Rodríguez | Coronel Comandante   | –         | Foi Coronel e Comandante da Força Aérea Expedicionária Mexicana (Fuerza Aérea Expedicionaria Mexicana; FAEM) desde 1º de janeiro de 1945. Ele e 300 combatentes da FAEM chegaram no dia 1 de maio a Manila, em Luzon, ilha principal das Filipinas, e estabeleceram-se em Clark Field sob a 5ª Força Aérea da USAAF, comandada pelo General Douglas MacArthur. Ele representou o México na assinatura do documento de rendição japonês no USS Missouri em 1º de setembro. |

## República Popular da Mongólia
| Beligerante | Líder | Líder                 | Título(s)                          | Mandato   | Notas |
| ----------- | ----- | --------------------- | ---------------------------------- | --------- | --- |
| Mongólia    |       | Khorloogiin Choibalsa | Primeiro-ministro Comandante-chefe | 1939–1952 | Foi primeiro-ministro da Mongólia durante a Segunda Guerra Mundial. Ele também foi o comandante-chefe geral das forças armadas da Mongólia. As tropas sob seu comando defenderam Khalkhiin Gol do Japão em 1939 e libertaram a Mongólia Interior em 1945. |

## Reino dos Países Baixos (1940-1945)
| Beligerante   | Líder | Líder                        | Título(s)                | Mandato   | Notas |
| ------------- | ----- | ---------------------------- | ------------------------ | --------- | --- |
| Países Baixos |       | Guilhermina                  | Rainha dos Países Baixos | 1890–1948 | Era a rainha governante dos Países Baixos. Ela liderou o governo holandês no exílio depois de fugir para a Grã-Bretanha. |
| Países Baixos |       | Bernardo de Lipa-Biesterfeld | Comandante-em-Chefe      | –         | Era genro da Rainha Guilhermina e Comandante-em-Chefe das Forças Armadas da Holanda de 1944 a 1945, serviu como Comandante de Ala da Força Aérea Real de 1941 a 1944. |
| Países Baixos |       | Dirk Jan de Geer             | Primeiro-ministro        | 1939–1940 | Foi primeiro-ministro dos Países Baixos de 1939 a 1940. Quando a Alemanha nazista invadiu a Holanda, ele fugiu para Londres. Como queria fazer a paz com a Alemanha nazista, foi forçado a renunciar. |
| Países Baixos |       | Pieter Sjoerds Gerbrandy     | Primeiro-ministro        | 1940–1945 | Foi primeiro-ministro dos Países Baixos de 1940 a 1945. Após a queda da França e a renúncia de Dirk Jan de Geer, Gerbrandy foi nomeado primeiro-ministro pela rainha Guilhermina em Londres. Após a libertação, voltou a formar um novo gabinete, mas acabou renunciando. |
| Países Baixos |       | Henri Winkelman              | Comandante-em-Chefe      | –         | Foi Comandante-em-chefe das Forças Armadas dos Países Baixos durante a Batalha dos Países Baixos. Winkelman foi responsável por defender a Holanda da invasão nazista. Ele foi capturado e internado pelo resto da guerra. |
| Países Baixos |       | Conrad Helfrich              | Vice-almirante           | –         | Foi vice-almirante da Marinha Real Holandesa durante a campanha das Índias Orientais Holandesas. Com a eclosão da guerra no Pacífico, Helfrich assumiu o comando de todas as unidades navais holandesas nas Índias Orientais Holandesas. Em 2 de setembro de 1945, ele assinou o Instrumento Japonês de Rendição a bordo do encouraçado USS Missouri em nome do governo holandês. |

### Índias Orientais Neerlandesas
| Beligerante                   | Líder | Líder                                      | Título(s)        | Mandato   | Notas |
| ----------------------------- | ----- | ------------------------------------------ | ---------------- | --------- | --- |
| Índias Orientais Neerlandesas |       | Alidius Tjarda van Starkenborgh Stachouwer | Governador-Geral | 1936–1942 | Foi Governador-Geral das Índias Orientais Holandesas de 1936 a 1942, quando a colônia foi ocupada pelo Japão. |

## Reino da Noruega
| Beligerante | Líder | Líder                 | Título(s)                         | Mandato   | Notas |
| ----------- | ----- | --------------------- | --------------------------------- | --------- | --- |
| Noruega     |       | Haakon VII            | Rei da Noruega                    | 1905–1957 | Foi Rei da Noruega e chefe de estado formal de 1905 até sua morte em 1957. Após a invasão alemã da Noruega em 1940, Haakon recusou-se a atender às exigências dos atacantes, e exilou-se em Londres, onde permaneceu durante o resto da guerra.                                                                                     |
| Noruega     |       | Johan Nygaardsvold    | Primeiro-ministro                 | 1935–1945 | Foi primeiro-ministro durante a guerra. Seu governo concordou com o rei em não atender às exigências alemãs e exilou-se em Londres. Nygaardsvold renunciou logo após a guerra. |
| Noruega     |       | Otto Ruge             | Chefe da Defesa                   | 1940      | Foi Chefe da Defesa da Noruega de maio a junho de 1940, liderando as forças norueguesas na Campanha Norueguesa. Depois que os alemães conquistaram a Noruega, Ruge foi preso e enviado para a Alemanha. Ele retomou sua posição por um curto período após a guerra.                                                                 |
| Noruega     |       | Olavo V               | Príncipe Herdeiro Chefe da Defesa | –         | Era o Princípe Herdeiro e Chefe da Defesa, liderando as forças norueguesas no exílio a partir de 1 de julho de 1944. |
| Noruega     |       | Carl Gustav Fleischer | Comandante do Exército            | –         | Foi o comandante da 6ª Divisão norueguesa durante a Campanha Norueguesa. Ele liderou a recaptura aliada de Narvik em 28 de maio de 1940, seguindo mais tarde para o exílio no Reino Unido, onde foi nomeado comandante do Exército Norueguês no exílio. Ele foi o primeiro comandante a obter uma grande vitória contra os alemães. |

## Segunda República Polonesa
| Beligerante | Líder | Líder                       | Título(s)             | Mandato   | Notas |
| ----------- | ----- | --------------------------- | --------------------- | --------- | --- |
| Polônia     |       | Ignacy Mościcki             | Presidente da Polônia | 1926–1939 | Foi presidente da Polônia de 1926 a 1939. Após a invasão da Polónia, foi forçado a renunciar e exilou-se na Suíça. |
| Polônia     |       | Felicjan Sławoj Składkowski | Primeiro-ministro     | 1936–1939 | Foi um médico, general e político polaco que serviu como Ministro dos Assuntos Internos polaco de 1936 a 1939 e foi o último Primeiro-Ministro da Polônia antes da Segunda Guerra Mundial. Após a invasão alemã da Polônia em 1 de setembro de 1939, ele fugiu para a Romênia e lá foi internado. Após a ocupação alemã da Romênia em 1940, foi para a Turquia e daí para a Palestina. Em 1947 foi para Londres, onde faleceu em 1962.                                                            |
| Polônia     |       | Edward Rydz-Śmigły          | Marechal da Polônia   | –         | Foi Marechal da Polônia e comandante das forças armadas polacas durante a invasão da Polônia. Após a invasão; Śmigły-Rydz assumiu total responsabilidade pela derrota militar da Polónia. Mais tarde, ele renunciou e se juntou ao movimento de resistência como um soldado clandestino comum. |
| Polônia     |       | Henryk Sucharski            | Major                 | –         | Foi major do exército polonês. Com a eclosão da Segunda Guerra Mundial, ele era o comandante da posição Westerplatte. As tropas sob seu comando defenderam Westerplatte por sete dias contra todas as adversidades. Sucharski sobreviveu à guerra e foi promovido postumamente ao posto de General. Apesar dos seus esforços para melhorar as defesas, mais tarde tentou persuadir os seus colegas oficiais a renderem-se e sofreu um colapso nervoso que obrigou o seu vice a assumir o comando. |

### Governo Polonês no Exílio e Estado Secreto
| Beligerante            | Líder | Líder                  | Título(s)                             | Mandato   | Notas |
| ---------------------- | ----- | ---------------------- | ------------------------------------- | --------- | --- |
| Polônia Estado Secreto |       | Władysław Raczkiewicz  | Presidente da Polônia                 | 1939–1947 | Foi o presidente do governo polonês no exílio de 1939 até sua morte em 1947. Quando os nazistas invadiram a Polônia, Raczkiewicz fugiu para Londres onde estabeleceu o governo no exílio. |
| Polônia Estado Secreto |       | Władysław Sikorski     | Primeiro-ministro Comandante-em-Chefe | 1939–1943 | Foi Primeiro-Ministro do governo polonês no exílio e comandante das Forças Armadas Polacas. Ferrenho defensor da causa polaca na cena diplomática, apoiou o restabelecimento das relações diplomáticas entre a Polônia e a União Soviética, que tinham sido rompidas após a aliança soviética com a Alemanha. Em julho de 1943, Sikorski morreu quando seu avião caiu no mar 16 segundos após a decolagem de Gibraltar. |
| Polônia Estado Secreto |       | Stanisław Mikołajczyk  | Primeiro-ministro                     | 1943–1944 | Sucedeu Sikorski como primeiro-ministro, servindo neste cargo de 1943–1944. |
| Polônia Estado Secreto |       | Tomasz Arciszewski     | Primeiro-ministro                     | 1944–1947 | Sucedeu Mikołajczyk como primeiro-ministro, servindo neste cargo de 1944–1947. |
| Polônia Estado Secreto |       | Kazimierz Sosnkowski   | Comandante-em-Chefe                   | 1943–1944 | Sucedeu Sikorski como Comandante-em-Chefe das Forças Armadas Polonesas, servindo nesta posição de 1943-1944. |
| Polônia Estado Secreto |       | Władysław Anders       | Tenente-general                       | –         | Foi um general polonês e comandante do II Corpo de exército durante a guerra. Quando a Alemanha invadiu a Polônia, Anders fugiu para leste e foi capturado pelo Exército Vermelho. Após a invasão nazista da URSS, ele foi libertado e colocado no comando do Exército de Anders até 1942. |
| Polônia Estado Secreto |       | Tadeusz Bór-Komorowski | Comandante                            | –         | Foi comandante do Exército da Pátria durante a Revolta de Varsóvia. |
| Polônia Estado Secreto |       | Stanisław Maczek       | Tenente-general                       | –         | Foi o comandante polonês que nunca havia sido derrotado em batalha e que lutou como comandante durante a Guerra Polaco-Soviética, a Invasão da Polônia em 1939, e logo após o desembarque inicial na Normandia até o fim da guerra como comandante da 1ª Divisão Blindada (Polônia) (Colina 262, Breda, Wilhelmshaven)                                                                                                  |

## União Soviética (1941–1945)
| Beligerante     | Líder | Líder               | Título(s)                                                                            | Mandato   | Notas |
| --------------- | ----- | ------------------- | ------------------------------------------------------------------------------------ | --------- | --- |
| União Soviética |       | Josef Stalin        | Secretário-Geral Primeiro-ministro Presidente do Conselho de Ministros Generalíssimo | 1922–1952 | Foi secretário-geral do Partido Comunista da União Soviética durante a Segunda Guerra Mundial. A partir de 1941, foi também Presidente do Comité dos Comissários do Povo (Primeiro-Ministro) da União Soviética. Foi durante o reinado de Stalin que a URSS emergiu como uma superpotência que rivalizava com os Estados Unidos. Como comandante supremo do Exército Vermelho, Stalin liderou o Exército Vermelho para libertar a União Soviética da ocupação nazista. Após a guerra, Stalin colocou os líderes comunistas no poder na Europa Oriental, estabelecendo o Bloco Oriental e levando à Guerra Fria. |
| União Soviética |       | Kliment Vorochilov  | Marechal da União Soviética                                                          | –         | Foi o líder do Exército Soviético durante a Segunda Guerra Mundial. |
| União Soviética |       | Gueorgui Júkov      | Marechal da União Soviética                                                          | –         | Foi um marechal de campo soviético que liderou o Exército Vermelho para libertar a União Soviética da ocupação nazista. Ele também liderou os soviéticos a invadir grande parte da Europa Oriental e a conquistar e capturar a capital da Alemanha, Berlim. Após a guerra, Jukov foi o Comandante Militar Supremo da Zona de Ocupação Soviética na Alemanha. |
| União Soviética |       | Nikolai Kuznetsov   | Almirante da Frota da União Soviética                                                | –         | Foi almirante da Frota Naval Militar Soviética, que foi o principal responsável por manter os nazistas fora do Mar Negro e do Cáucaso. Apesar das ordens em contrário, ele colocou sua marinha em alerta máximo horas antes do início da Operação Barbarossa, resultando na Marinha sendo o único ramo das forças armadas soviéticas preparado para a invasão. |
| União Soviética |       | Viatcheslav Molotov | Ministro do Exterior                                                                 | 1939–1949 | Foi Ministro das Relações Exteriores da União Soviética de 1939 a 1949. Ele foi responsável pelo Pacto Molotov-Ribbentrop que governou as relações soviético-alemãs até junho de 1941, quando Hitler atacou a União Soviética. Molotov conduziu negociações urgentes com a Grã-Bretanha e, mais tarde, com os Estados Unidos para alianças durante a guerra. Ele garantiu o acordo de Franklin D. Roosevelt e Winston Churchill para criar uma "segunda frente" na Europa. |
| União Soviética |       | Mikhail Kalinin     | Presidente do Presidium Do Soviete Supremo                                           | 1922–1946 | Foi durante todo o período da guerra o Presidente do Presidium do Soviete Supremo da União Soviética, o Chefe de Estado nominal da União Soviética. Embora fosse o Chefe de Estado, permaneceu principalmente em segundo plano, enquanto Stalin era o líder de guerra indiscutível com autoridade suprema sobre a União Soviética, Ancião do Partido Comunista, Kalinin foi um membro-chave do círculo interno de poder de Stalin até sua morte. Ele assinou a ordem autorizando o massacre de Katyn. |

## Estados Unidos (1941–1945)
| Beligerante    | Líder | Líder                 | Título(s)                                  | Mandato   | Notas |
| -------------- | ----- | --------------------- | ------------------------------------------ | --------- | --- |
| Estados Unidos |       | Franklin D. Roosevelt | Presidente dos Estados Unidos              | 1933–1945 | Foi o 32º Presidente dos Estados Unidos, de 1933 até sua morte em 1945. Roosevelt chegou ao poder durante a Grande Depressão com a promessa de curar o país. Antes do ataque a Pearl Harbor, ele tentou ajudar os Aliados sem declarar guerra. Ele morreu no cargo duas semanas antes da rendição da Alemanha. |
| Estados Unidos |       | Harry S. Truman       | Presidente dos Estados Unidos              | 1945–1953 | Foi o 33º presidente dos Estados Unidos de 1945 a 1953. Truman assumiu o cargo após a morte de Roosevelt. O presidente Truman ordenou os bombardeios atômicos de Hiroshima e Nagasaki em 1945. Após a guerra, ele supervisionou os esforços de recuperação do pós-guerra. |
| Estados Unidos |       | William D. Leahy      | Chefe do Estado-Maior Conjunto             | –         | Era o Chefe do Estado-Maior do Comandante-em-Chefe e um oficial naval americano que serviu como o oficial militar mais graduado dos Estados Unidos na ativa durante a Segunda Guerra Mundial. Leahy foi chamado de volta ao serviço ativo como Chefe de Gabinete pessoal do Presidente Franklin D. Roosevelt em 1942 e serviu nessa posição durante a Segunda Guerra Mundial. Ele presidiu o Chefe do Estado-Maior e foi um importante tomador de decisões durante a guerra.                                                               |
| Estados Unidos |       | George Marshall       | Chefe do Estado-Maior do Exército          | –         | Foi General do Exército e Chefe do Estado-Maior durante a guerra. Como Chefe do Estado-Maior, Marshall supervisionou a maior expansão militar da história americana. Marshall coordenou as operações aliadas na Europa e no Pacífico. Após a guerra, Marshall tornou-se Secretário de Estado e liderou o esforço de reconstrução pós-guerra na Europa, que ficou conhecido como Plano Marshall. Por seu papel na recuperação recebeu o Prêmio Nobel da Paz.                                                                                |
| Estados Unidos |       | Henry H. Arnold       | General do Exército General da Força Aérea | –         | Foi um oficial general americano com os graus de General do Exército e mais tarde General da Força Aérea. Ele foi o Comandante Geral das Forças Aéreas do Exército dos EUA durante a Segunda Guerra Mundial. |
| Estados Unidos |       | Ernest King           | Chefe de Operações Navais                  | –         | Foi Comandante-em-Chefe da Frota dos Estados Unidos (1941–45), bem como Chefe de Operações Navais (1942–45) e Almirante da Frota. |
| Estados Unidos |       | Henry L. Stimson      | Secretário da Guerra                       | 1940–1945 | Foi Secretário da Guerra de 1940 a 1945. Ele foi um dos primeiros defensores da guerra contra a Alemanha. Como secretário da Guerra, Stimson foi responsável por muitos dos aspectos organizacionais e logísticos do esforço de guerra dos Estados Unidos. Ele supervisionou a criação e o treinamento de 13 milhões de soldados e aviadores, supervisionou o gasto de um terço do PIB do país no Exército e nas Forças Aéreas, ajudou a formular a estratégia militar e assumiu o controle pessoal da construção e uso da bomba atômica . |
| Estados Unidos |       | Cordell Hull          | Secretário de Estado                       | 1933–1944 | Foi Secretário de Estado de 1933 a 1944. Hull era responsável pelas relações exteriores antes do ataque a Pearl Harbor. Ele enviou a nota de Hull ao Japão antes do ataque, que fazia parte da tentativa dos Estados Unidos de abrir os mercados chineses aos produtos norte-americanos contra os interesses japoneses naquele país. Após a guerra, ele foi o principal arquiteto do estabelecimento das Nações Unidas e recebeu o Prêmio Nobel da Paz.                                                                                    |
| Estados Unidos |       | William J. Donovan    | Diretor do OSS                             | 1942–1945 | Foi o diretor do Escritório de Serviços Estratégicos de 1942 até sua dissolução em 1945. Donovan e o OSS foram responsáveis pela coleta de inteligência do Exército, da Marinha e do Departamento de Estado. Por suas ações foi agraciado com a Medalha de Serviços Distintos. |
| Estados Unidos |       | J. Edgar Hoover       | Diretor do FBI                             | 1935–1972 | Foi diretor do Federal Bureau of Investigation de 1935 a 1972. Hoover e o FBI foram responsáveis pela inteligência nos Estados Unidos e na América do Sul durante a guerra. Hoover teve sucesso ao encerrar uma rede de espionagem nazista nos Estados Unidos. |

### Frente Europeia e Norte da África
| Beligerante    | Líder | Líder                | Título(s)                      | Mandato | Notas |
| -------------- | ----- | -------------------- | ------------------------------ | ------- | --- |
| Estados Unidos |       | Dwight D. Eisenhower | Comandante Supremo dos Aliados | –       | Apelidado de "Ike", foi o Comandante Supremo das Forças Aliadas na Europa. Foi responsável por planejar e supervisionar a libertação da França e da Europa com a invasão da Alemanha nazista. Após a rendição incondicional alemã, Eisenhower foi nomeado Governador Militar da Zona de Ocupação dos EUA. Sete anos após a guerra, foi eleito presidente dos Estados Unidos. |
| Estados Unidos |       | Omar Bradley         | General do Exército            | –       | Foi General do Exército no Norte da África e na Europa durante a Segunda Guerra Mundial. Ele liderou o Primeiro Exército dos Estados Unidos durante a Operação Overlord e a invasão da Europa. Ele era informalmente conhecido como "o general do soldado". |
| Estados Unidos |       | Mark W. Clark        | General                        | –       | Foi o comandante aliado na Campanha Italiana. Ele liderou as forças aliadas durante a invasão da Itália, as batalhas de Anzio e Monte Cassino e a subsequente captura de Roma em 1944, a primeira das três capitais do eixo a cair. |
| Estados Unidos |       | John C.H. Lee        | Tenente-general                | –       | Foi o comandante geral de todas as forças de abastecimento e serviço da ETO, começando em maio de 1942. Seu comando logístico foi responsável pela Operação Bolero, acumulando mais de 3 milhões de homens e mulheres e 37 milhões de toneladas de material no Reino Unido, e entregando um total de 41 milhões de toneladas para apoiar as forças de combate em todo o Teatro. Ele foi Vice-Comandante do Teatro de Abastecimento e Administração do General Eisenhower, e liderou a maior unidade individual da Segunda Guerra Mundial. A Zona de Comunicações, ou COM-Z, como ficou conhecida após o Dia D, contou com cerca de 435.000 soldados em seu auge. |
| Estados Unidos |       | George S. Patton     | General                        | –       | Foi um dos principais generais dos Estados Unidos durante as campanhas no Norte da África, Sicília, França e Alemanha. Ele era conhecido como "Velho Sangue e Coragem". |
| Estados Unidos |       | Carl Andrew Spaatz   | Major-general                  | –       | Foi comandante do Comando de Combate das Forças Aéreas com a patente de major-general e comandante geral da USAAF no Teatro de Operações Europeu. |
| Estados Unidos |       | Royal E. Ingersoll   | Comandante-chefe               | –       | Foi o comandante-chefe da Frota do Atlântico dos EUA de 1942 até o final de 1944. Ele comandou as forças americanas durante a batalha do Atlântico e foi empregado na gestão de comboios de tropas e no transporte de provisões, munições e combustível para o Reino Unido e o Mediterrâneo. |

### Frente do Pacífico
| Beligerante    | Líder | Líder              | Título(s)                                                                             | Mandato | Notas |
| -------------- | ----- | ------------------ | ------------------------------------------------------------------------------------- | ------- | --- |
| Estados Unidos |       | Douglas MacArthur  | General do Exército Comandante Supremo da SWAPA Comandante Supremo das Forças Aliadas | –       | General do Exército, foi Comandante Supremo das Forças Aliadas na Área Sudoeste do Pacífico, 1942–45. Foi comandante das forças dos EUA e das Filipinas nas Filipinas, antes de se mudar para a Austrália. Ele aceitou a rendição do Japão em 2 de setembro de 1945, tornando-se então Comandante Supremo das Potências Aliadas. |
| Estados Unidos |       | Chester W. Nimitz  | Almirante da Frota                                                                    | –       | Almirante da Frota e comandante da Frota do Pacífico dos Estados Unidos em 1941–42 e tornou-se comandante supremo das forças Aliadas na Área do Oceano Pacífico, 1942–45. |
| Estados Unidos |       | Holland Smith      | General                                                                               | –       | Foi general do Corpo de Fuzileiros Navais dos Estados Unidos durante a Segunda Guerra Mundial. Ele é às vezes chamado de “pai” da moderna guerra anfíbia dos EUA. Ele liderou as forças americanas em várias campanhas importantes, entre outras nas Aleutas, ilhas Gilberts-Marshalls, Saipan e Iwo Jima.                       |
| Estados Unidos |       | Joseph Stilwell    | General                                                                               | –       | Foi um general que foi chefe do Estado-Maior de Chiang Kai-shek e comandante de todas as forças dos EUA na China, Birmânia e Índia, bem como vice-comandante do Comando do Sudeste Asiático. |
| Estados Unidos |       | Husband E. Kimmel  | Comandante-chefe                                                                      | –       | Era comandante-chefe da Frota do Pacífico dos Estados Unidos quando os japoneses atacaram a base naval de Pearl Harbor. Após o ataque, ele foi destituído de seu comando. |
| Estados Unidos |       | William S. Parsons | Contra-almirante                                                                      | –       | Foi um almirante americano. Ele foi o armador do avião Enola Gay, que lançou a bomba atômica sobre Hiroshima em 1945. Ele trabalhou no Projeto Manhattan. |

### Porto Rico
| Beligerante | Líder | Líder            | Título(s)                | Mandato   | Notas |
| ----------- | ----- | ---------------- | ------------------------ | --------- | --- |
| Porto Rico  |       | Rexford Tugwell  | Governador de Porto Rico | 1941–1946 | Tugwell serviu como o último governador americano nomeado de Porto Rico, de 1941 a 1946. Ele trabalhou com a legislatura para criar o Conselho de Planejamento, Urbanização e Zoneamento de Porto Rico em 1942. Tugwell apoiou o autogoverno porto-riquenho através de alterações à Lei Orgânica em 1948. Ele apoiou publicamente o Partido Democrático Popular de Luis Muñoz Marín, o PPD, que queria um status de Commonwealth. Enquanto se preparava para se aposentar do governo, Tugwell foi fundamental para conseguir que o primeiro porto-riquenho fosse nomeado para o cargo, Jesús T. Piñero, que então servia como Comissário Residente em Washington, D.C. Tugwell também atuou como Chanceler da Universidade de Porto Rico. |
| Porto Rico  |       | Virgil R. Miller | Coronel                  | –         | Coronel do Exército dos EUA, foi o Comandante Regimental da 442ª Equipe de Combate Regimental (RCT), uma unidade composta por "Nisei" (americanas de segunda geração de ascendência japonesa), durante a Segunda Guerra Mundial. Ele liderou o 442º no resgate do Batalhão Perdido do Texas da 36ª Divisão de Infantaria, nas florestas das montanhas Vosges, no nordeste da França. |
| Porto Rico  |       | Pedro del Valle  | Coronel                  | –         | Foi um tenente-general da Marinha altamente condecorado que desempenhou um papel fundamental na Campanha de Guadalcanal e na Batalha de Guam e se tornou o General Comandante da Primeira Divisão da Marinha. Del Valle desempenhou um papel fundamental na derrota das forças japonesas em Okinawa e foi responsável pela reorganização de Okinawa. |

### Comunidade das Filipinas
| Beligerante | Líder | Líder             | Título(s)                | Mandato   | Notas |
| ----------- | ----- | ----------------- | ------------------------ | --------- | --- |
| Filipinas   |       | Manuel L. Quezon  | Presidente das Filipinas | 1935–1944 | Foi o primeiro presidente filipino da Comunidade das Filipinas sob o domínio dos EUA no início do século XX. Após a invasão japonesa, ele foi evacuado para Washington, D.C., onde morreu de tuberculose em 1944. |
| Filipinas   |       | Sergio Osmeña     | Presidente das Filipinas | 1944–1946 | Foi o segundo presidente filipino da Comunidade das Filipinas. Como vice-presidente, ascendeu à presidência após a morte de Quezon em 1944. Ele retornou às Filipinas no mesmo ano com o general Douglas MacArthur e as forças de libertação. |
| Filipinas   |       | Basílio J. Valdés | Chefe do Estado-Maior    | 1939–1945 | Foi o comandante geral do Exército da Comunidade das Filipinas e chefe do Estado-Maior das Forças Armadas das Filipinas. Valdes recebeu o posto de Major General do Exército da Commonwealth. Após a invasão japonesa, ele foi evacuado para Washington, DC, e foi devolvido às Filipinas no mesmo ano com o general Douglas MacArthur e as forças de libertação. |

## Reino da Iugoslávia
| Beligerante | Líder | Líder              | Título(s)                               | Mandato   | Notas |
| ----------- | ----- | ------------------ | --------------------------------------- | --------- | --- |
| Iugoslávia  |       | Pedro II           | Rei da Iugoslávia                       | 1934–1945 | Foi o último Rei da Iugoslávia, reinando de 1934 a 1945. Oponente da Alemanha nazista, ele participou de um golpe de estado apoiado pelos britânicos em oposição ao príncipe regente, príncipe Paulo. Pedro foi forçado a deixar o país após a invasão do Eixo. Em 1944, assinou o Tratado de Vis que era um acordo para partilhar o poder com Josip Broz Tito. Mas, depois da guerra, Pedro foi deposto num referendo realizado pelo governo comunista. |
| Iugoslávia  |       | Draža Mihailović   | General de exército                     | –         | Foi o líder dos Chetniks, o movimento de resistência monarquista, apoiado pelo governo real exilado até agosto de 1944, quando o governo mudou o apoio aos guerrilheiros de Josip Broz Tito sob pressão britânica. Mihailović foi condecorado com as maiores medalhas de guerra pela França e pelos Estados Unidos (Legião do Mérito). Após a guerra, ele foi executado pelo recém-formado governo comunista de Tito em 1945 por alta traição, crimes de guerra e crimes contra a humanidade. Em 2015, foi reabilitado pelo Supremo Tribunal da Sérvia. |
| Iugoslávia  |       | Josip Broz Tito    | Líder dos Partisans Marechal            | –         | Foi o líder do movimento de resistência dos Partisans iugoslavos, que era o maior da Europa. Comunista por orientação política, Tito conseguiu, no entanto, reunir apoio nacional para a causa antifascista e persuadir os governos Aliados de que apenas as suas forças estavam a montar uma resistência credível às potências do Eixo na Iugoslávia. No final da guerra, a Iugoslávia ocupada atraiu a atenção de nada menos que 20 divisões alemãs, o que levou a várias operações importantes no período 1942-1944, que foram inúteis. Finalmente, com a ajuda do avanço das forças soviéticas, os Partisans libertaram a Iugoslávia, atingindo nos últimos dias de operações um número respeitável de 800.000 soldados. |
| Iugoslávia  |       | Dušan Simović      | Primeiro-Ministro Chefe do Estado-Maior | 1941–1942 | Foi Chefe do Estado-Maior General do Exército Real Iugoslavo e Primeiro-Ministro. |
| Iugoslávia  |       | Slobodan Jovanović | Primeiro-Ministro                       | 1942–1943 | Foi o primeiro-ministro do governo iugoslavo no exílio durante a Segunda Guerra Mundial, de 11 de janeiro de 1942 a 26 de junho de 1943. |
| Iugoslávia  |       | Ivan Šubašić       | Primeiro-Ministro                       | 1944      | Era o primeiro-ministro do governo iugoslavo no exílio quando o Tratado de Vis (ou Acordo Tito-Šubašić) foi assinado em 14 de junho de 1944. |